# Siamun
Siamun war der sechste altägyptische König (Pharao) der 21. Dynastie (Dritte Zwischenzeit) und  regierte von 978 bis  959 v. Chr. Er ist der erste Herrscher, der den Titel „Pharao“ (Per aa) als Königstitel trägt.

## Abstammung
Obwohl er in der 21. Dynastie der am besten bezeugte Pharao ist, blieb seine Abstammung bislang unklar. Möglicherweise ist er der Sohn seines Vorgängers Osochor.

## Herrschaft
Siamun regierte vermutlich 19 Jahre. Sein höchstes belegtes Jahr ist das 17. Bei Manetho wird er mit dem König Psinaches identifiziert, der dort ebenfalls als sechster Herrscher der 21. Dynastie aufgeführt wird und keinem anderen König zugewiesen werden kann. Für Psinaches werden bei Manetho 9 Regierungsjahre angegeben, man geht jedoch davon aus, dass bei der Überlieferung das Zahlzeichen 10 (Iota) weggefallen ist.
Im Süden amtierte Pinudjem II. als Hohepriester des Amun. Nach dessen Tod wurde die berühmte Cachette von Deir el-Bahari als Versteck für die Königsmumien angelegt.

### Bautätigkeit
Siamun tat sich besonders durch seine Bautätigkeit hervor. So erweiterte er in Tanis den Amuntempel durch einen vorgelagerten Pfeilerhof. Siamun war es vermutlich, in dessen Auftrag Amenemope in der Grabanlage Psusennes I. neu bestattet wurde. In Memphis ließ Siamun durch den Hohepriester des Ptah, Pipi, und den Priester des zu verehrenden Gottes, Anchefenmut, einen dem „Amun, Herrn des Lapislazuli“ geweihten Tempel errichten.
Weitere Zeugnisse sind eine Bronzesphinx, ein Block in Khatana, eine Inschriftenzeile auf dem Obelisk Thutmosis III. in Heliopolis, eine Stele (Bestätigung eines Landverkaufs durch Ptahpriester), ein Graffito in Abydos und ein Eintrag in den Priesterannalen von Karnak (hier auch Datierung nach Siamun auf Mumienbinden, dem Amunorakel am 10. Pylon, den Dekreten für Henuttaui und Neschons).

### Außenpolitik

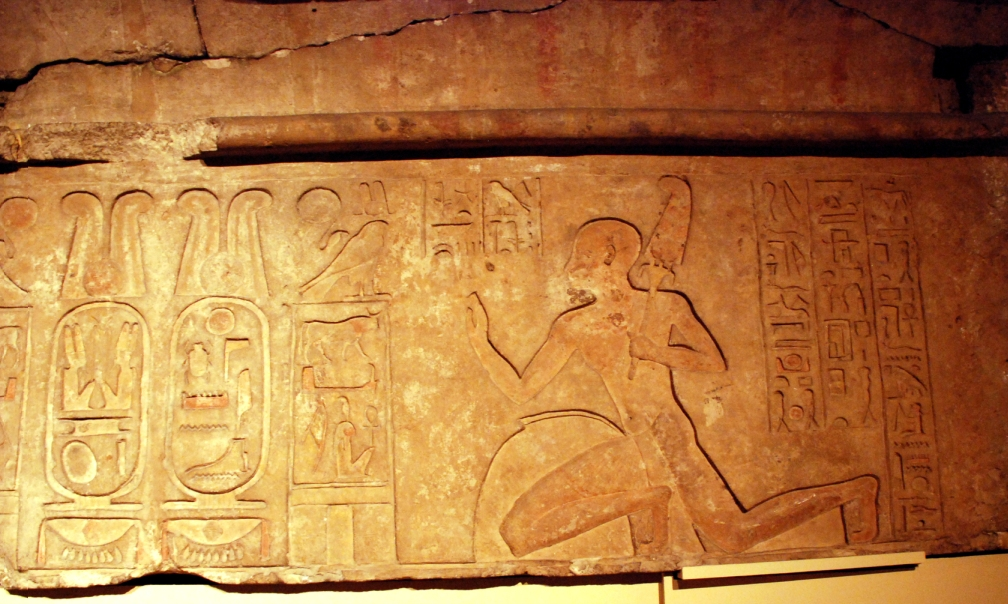
Relief mit den Kartuschen des Siamun aus Memphis

Frühere Vermutungen, dass ein Triumphrelief aus Tanis Siamun betraf, der bezüglich eines Feldzugs gegen die Philister vorgegangen sein soll, konnten zwischenzeitlich ausgeschlossen werden. Anhand von ägyptischen Vergleichsdarstellungen ließ sich belegen, dass die dort verwendeten geschwungenen Schilde auf die Hethiter verweisen. Die Philister sind ansonsten mit den charakteristischen Rundschilden abgebildet. Kriegerische Auseinandersetzungen mit den Hethitern sind in Siamuns Regierungszeit nicht belegt. Es handelt sich vielmehr um die typisch symbolische Darstellung des niedergestreckten Feindes, aus der jedoch keine historischen Kampfhandlungen abgeleitet werden können.
Der alttestamentlich vermerkte Palästinafeldzug, der mit Siamun in Verbindung gebracht wurde, konnte nach neueren Untersuchungen Scheschonq I. zugeordnet werden. In dessen Ortsnamenliste tauchte der von ihm zerstörte Ort Gezer ebenfalls auf. Der alttestamentliche Text bezüglich der Zerstörung von Gezer enthält keinen Namen eines Pharaos und wird daher als „nachbearbeitete volkstümliche Überlieferung“ gewertet. Dazu zählt auch die Erwähnung von „Salomos Wiederaufbau von Gezer“, einem späteren redaktionellen Zusatz, sowie der Bericht, dass „Siamuns Tochter Salomos Frau wurde“. Als einzig mögliche historische Überlieferung verbleibt der Kern, dass ein ägyptischer Pharao Gezer zerstörte und seine Tochter mit Salomo vermählte. Eine mögliche Verbindung lässt sich jedoch nur zu Scheschonq I. ziehen, der 926 v. Chr.nach einem längeren Zeitraum als erster Pharao wieder einen Palästinafeldzug durchführte.
Archäologische Untersuchungen bestätigen, dass Gezer Anfang des ersten Jahrtausends v. Chr. erstmals zerstört wurde und kurze Zeit darauf einen Wiederaufbau erfuhr. Die biblischen Erwähnungen lassen eine kriegerische Auseinandersetzung zwischen David und den Philistern als wahrscheinlich erscheinen. Gezer gehörte zu jener Zeit in den Einflussbereich der Philister. Andere archäologische Befunde bezeugen, dass andere Orte der Philister erst während des Feldzuges von Scheschonq I. ohne erneute Wiederbesiedlung verschwanden. Da ein Feldzug von Siamun in die Region von Gezer weder belegt noch wahrscheinlich ist, fällt die erste Zerstörung Gezers wohl in die Regentschaftszeit Davids.